# Edward Fitzgerald (Eishockeyspieler)

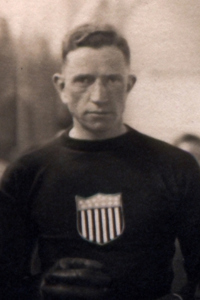
Edward Fitzgerald (1920)

James Edward „Eddie“ Fitzgerald (* 3. August 1890 in Northfield, Minnesota, USA; † 18. April 1966 in Ramsey County, Minnesota) war ein Eishockeyspieler. Er spielte auf der Position des Verteidigers.
Bei den Olympischen Sommerspielen 1920 in Antwerpen gewann er mit der US-amerikanischen Nationalmannschaft, die sich aus Spielern der St. Paul A.C., Pittsburgh AA und Boston AA zusammensetzte, die Silbermedaille im olympischen Eishockeyturnier.

## Erfolge und Auszeichnungen
- 1920 Silbermedaille bei den Olympischen Sommerspielen